# Поштански сандучић
„Поштански сандучић” је југословенски ТВ филм из 1968. године. Режирао га је Ласло Немере а сценарио је написао Јожеф Бабај.

## Улоге
| Глумац              | Улога |
| ------------------- | ----- |
| Борис Бузанчић      |       |
| Шпиро Губерина      |       |
| Драго Крча          |       |
| Ива Марјановић      |       |
| Драган Миливојевић  |       |
| Вјера Жагар Нардели |       |